# Johnny Welch
Johnny Welch (Città del Messico, 8 agosto 1959) è un comico, attore e scrittore messicano.

## Biografia
Laureato in giurisprudenza con specializzazione in criminologia, decide di intraprendere però la strada dello spettacolo. Si concentra sull'arte del ventriloquio, con la quale dà vita a numerosi personaggi di successo. Su tutti, brilla quasi di luce propria Don Molfes, vero e proprio alter ego dell'artista.
Molto conosciuto anche negli Stati Uniti, ottiene, a Cincinnati, il "Distant Voice Award", uno dei premi più ambiti tra gli artisti del settore.
Ma la sua fama raggiunge livelli inaspettati, travalicando i confini nazionali, grazie a un colossale equivico diffusosi via internet con l'inconsapevole partecipazione di Gabriel García Márquez.
Nel 2000, un anno dopo che allo scrittore colombiano viene diagnosticato un cancro linfatico e in concomitanza col diffondersi della falsa notizia della sua prossima morte, inizia a circolare in rete "La Marioneta". Lo scritto si diffonde rapidamente, attribuito a García Márquez quale sua lettera di commiato dagli amici. Ancora oggi, in molti, ritengono "La Marioneta" opera del nobel colombiano.
La paternità dello scritto è stata smentita dallo stesso García Márquez in un'intervista del periodico mattutino salvadoregno El Diario de Hoy, datata 2 giugno 2000. Nell'articolo, García Márquez ha detto: "Quello che potrebbe uccidermi è che qualcuno creda che io abbia scritto una cosa così kitsch. È la sola cosa che mi preoccupa". In seguito, García Márquez e il vero autore dell'opera, Johnny Welch, si sono incontrati, ponendo fine alla querelle.
La Marioneta fa parte del libro Lo Que Le He Enseñado a la Vida, scritto dall'alter ego dello scrittore messicano, Don Molfes. Il libro, in realtà, è un doppio libro, che si può leggere sia da un verso sia dall'altro. Nel verso corretto, si trova Lo Que Me Ha Enseñado la Vida (Quello che mi ha insegnato la vita), a firma di Johnny Welch. Leggendo, invece, il libro dalla quarta di copertina, si trova Lo Que Le He Enseñado a la Vida (Quello che ho insegnato alla vita), a firma di Don Molfes.

## Scritti
- Lo Que Me Ha Enseñado la Vida, Editorial Selector, 1996.

## Filmografia
- Picardia mexicana, di Alberto Del Bosque (1997)